# Биківнянська вулиця
Биківня́нська ву́лиця — вулиця в Деснянському районі міста Києва, селище Биківня. Пролягає від Биківнянського провулку до провулку В'ячеслава Радіонова.

## Історія
Вулиця виникла в 50-ті роки XX століття під назвою 3-тя Нова. Сучасна назва — з 1957 року, від місцевості, якою вона проходить.